# Königswahl von 1002
Die deutsche Königswahl von 1002 war die Entscheidung in der Nachfolgefrage, die sich nach dem erbenlosen Tod des Kaisers Otto III. gestellt hatte; sie wurde von Herzog Heinrich IV. von Bayern unter Anwendung nicht dem Herkommen entsprechender Mittel (Bestechung und Wahlmanipulation) für sich entschieden.

## Die Vorgeschichte
Am 23./24. Januar 1002 starb überraschend der gerade 21-jährige Kaiser Otto III. auf der Burg Paterno in Italien an Malaria, unverheiratet, kinderlos und ohne eine Regelung zur Nachfolge erlassen zu haben. Mit ihm, dem letzten männlichen Nachkommen Kaiser Ottos I., erlosch die ältere Linie, die Otto-Linie, der Liudolfinger.
Wegen dieser Situation war die Wahl eines neuen Königs nicht mehr eine durch den Amtsinhaber gesteuerte Formalität, sondern zu einer zentralen politischen Frage geworden.

## Die Kandidaten
Als Nachfolger Ottos kamen in erster Linie die Herzöge des Reiches in Frage; über diesen Personenkreis hinaus bewarb sich aktiv lediglich der Markgraf Ekkehard I. von Meißen (Ekkehardiner), der laut Thietmar von Merseburg von den Thüringern in einer Volkswahl zu ihrem Herzog erhoben worden sein soll und vom verstorbenen Kaiser ganz besonders geschätzt wurde.
Als aussichtsreichster unter den Kandidaten galt anfangs der Konradiner Hermann II. von Schwaben, spätestens nachdem sich die Mehrheit der bei Ottos Beisetzung in Aachen an Ostern 1002 anwesenden Fürsten für ihn ausgesprochen hatte.
Ein weiterer Kandidat aus dem Kreis der Herzöge war jedoch Heinrich IV. von Bayern, der Sohn des seinerzeit aufständischen Heinrich des Zänkers und (neben seinem Bruder Brun) einzige verbliebene Liudolfinger, den schon Kaiser Otto II. von jeder Teilhabe an der Reichsgewalt ausgeschaltet wissen wollte und den laut Thietmar von Merseburg bis auf den Bischof von Augsburg, Siegfried I., niemand aus der Umgebung des verstorbenen Kaisers als Nachfolger sehen wollte. Tatsächlich hatte Heinrich aber wohl mehrere Unterstützer unter den Großen Sachsens, die Wert auf einen Herrscher aus sächsischem Haus legten. Heinrich erhob Anspruch auf die Nachfolge und unterstrich diesen durch eine umfangreiche Stiftung für den Toten – einen Akt, der üblicherweise dem tatsächlichen Nachfolger vorbehalten war. Darüber hinaus nahm er Kontakt mit dem Salier Otto von Worms, Titularherzog von Kärnten, einem Enkel Ottos I., auf, der aber zugunsten Heinrichs verzichtete, nachdem dieser ihm die Kandidatur – ernstgemeint oder taktierend – angetragen hatte. Damit war Heinrich der ranghöchste und zugleich Otto III. am nächsten verwandte Anwärter. Dennoch blieb sein Anspruch fragwürdig, da es weder kodifizierte Regeln noch ein Herkommen gab, das entfernten Verwandten ein Anrecht auf die Königsnachfolge zusprach.
Von einer Thronkandidatur des Pfalzgrafen Ezzo von Lothringen (Ezzonen) berichtet lediglich die Gründungsgeschichte der Abtei Brauweiler; andererseits wird von ihm – dem einzigen Schwager und Vater der nächsten Blutsverwandten Ottos III. – berichtet, dass er vom Kanzler und Kölner Erzbischof Heribert die Reichsinsignien übergeben bekommen habe. Ein weiterer Kandidat soll – nach der Vita Bernwardi, c.38, und der Vita Meinwerci, c.7 – der Graf Brun von Braunschweig (Brunonen) gewesen sein, ohne dass hierzu Weiteres bekannt ist.

## Der Raub der Reichskleinodien
Als der Tross mit dem Leichnam Ottos III. unter Führung des Kanzlers und Kölner Erzbischofs Heribert die Alpen überquert hatte, traf er in Polling an der Grenze Bayerns auf Herzog Heinrich, der große Sorge um den Zug zeigte, aber auch hier seinen Anspruch formulierte und schließlich Heribert zur Herausgabe der mitgeführten Reichskleinodien zwang. Unter diesen fehlte jedoch die Heilige Lanze, die damals wohl bereits wichtigste Reliquie des Reiches. Heribert hatte sie nach Aachen vorausgesandt, wohl aus Vorsicht und Misstrauen, da er als Angehöriger des engeren Kreises um den verstorbenen Kaiser auch Hermann von Schwaben als neuen König sah. Heinrich nahm den Erzbischof und später auch dessen Bruder, den Würzburger Bischof Heinrich I., in Haft. Dadurch erzwang er schließlich die Übergabe der Lanze.

## Die Kandidatur Ekkehards von Meißen
Wohl aufgrund der persönlichen Wertschätzung, die Kaiser Otto III. dem Markgrafen Ekkehard von Meißen entgegengebracht hatte, trat dieser nach dessen Tod den Kampf um die Nachfolge an. Eine erste Zusammenkunft von 16 sächsischen Fürsten und Bischöfen in Frohse an der Elbe, auf der Ekkehard nominiert werden sollte, vertagte sich ohne Ergebnis auf eine anberaumte Zusammenkunft in Werla. Wichtig für diese Entscheidung war das Drängen des Grafen Lothar von Walbeck, Markgraf der Nordmark, der sich im Anschluss an den Beschluss von Frohse mit Heinrich von Schweinfurt in Verbindung setzte, einem Parteigänger Heinrichs IV. von Bayern, den dieser mit dem Versprechen der Nachfolge in seinem Herzogtum auf seine Seite gezogen hatte.
In Werla gelang es Heinrich von Schweinfurt dann, die Versammlung für den abwesenden Heinrich von Bayern zu gewinnen, zum einen durch reiche Geschenke, die er in Heinrichs Auftrag für den Fall der Nominierung versprach, zum anderen aber – und dies mit Unterstützung der anwesenden Schwestern des verstorbenen Kaisers, Sophia und Adelheid – unter Hinweis auf seine Zugehörigkeit zur Familie der Liudolfinger und ein darauf abgeleitetes Erbrecht.
Ekkehard gab aber trotz der Niederlage seine Ansprüche offensichtlich nicht auf. Er trat in Werla weiterhin gemeinsam mit seinen Verbündeten, Bischof Arnulf von Halberstadt und Herzog Bernhard I. von Sachsen, auf. Wenig später begab er sich nach Hildesheim, wo er von Bischof Bernward bereits wie der neue König empfangen wurde, und machte sich dann auf den Weg nach Duisburg, um dort mit Hermann von Schwaben zu verhandeln, kehrte dann aber in Paderborn um. Auf dem Rückweg wurde er am 30. April 1002 in der Pfalz Pöhlde am Harz von Graf Siegfried von Northeim sowie Heinrich und Udo von Katlenburg überfallen und getötet, und zwar augenscheinlich aufgrund einer Rache und nicht im Zusammenhang mit der Königswahl.

## Die Wahl Heinrichs
Unmittelbar nach der Versammlung in Werla zog Heinrich von Bayern mit militärischer Unterstützung nach Mainz, erhielt vom dafür zuständigen Mainzer Erzbischof Willigis die Zusage, ihn nach erfolgter Wahl auch in seiner Kathedrale, dem Mainzer Dom, und nicht wie sonst üblich in Aachen, zu krönen. Heinrich ließ dann am 7. Juni 1002 die anwesenden geistlichen und weltlichen Fürsten abstimmen, ohne die erforderliche allgemeine Wahlversammlung abzuwarten oder anzustreben. Mit den Stimmen seiner Anhänger aus Bayern und dem östlichen Franken und gegen die Stimmen Schwabens wurde er gewählt, ohne Wissen und Teilnahme des Nordens und Westens – Lothringen, Sachsen und Thüringen: Heinrichs Machtbasis waren sein Herzogtum und die Mehrheit der Bischöfe unter Führung des Mainzer Erzbischofs Willigis, der die zugesagte Krönung auch unmittelbar nach der Wahl vornahm.
Zwar war Willigis als Erzbischof von Mainz für die Krönung auch zuständig, alles andere an dieser Königswahl hingegen entsprach nicht den Traditionen – der Ort der Wahl, die fehlende Thronsetzung auf dem Karlsthron und natürlich die fehlende allgemeine Wahl.

## Die Anerkennung der Wahl

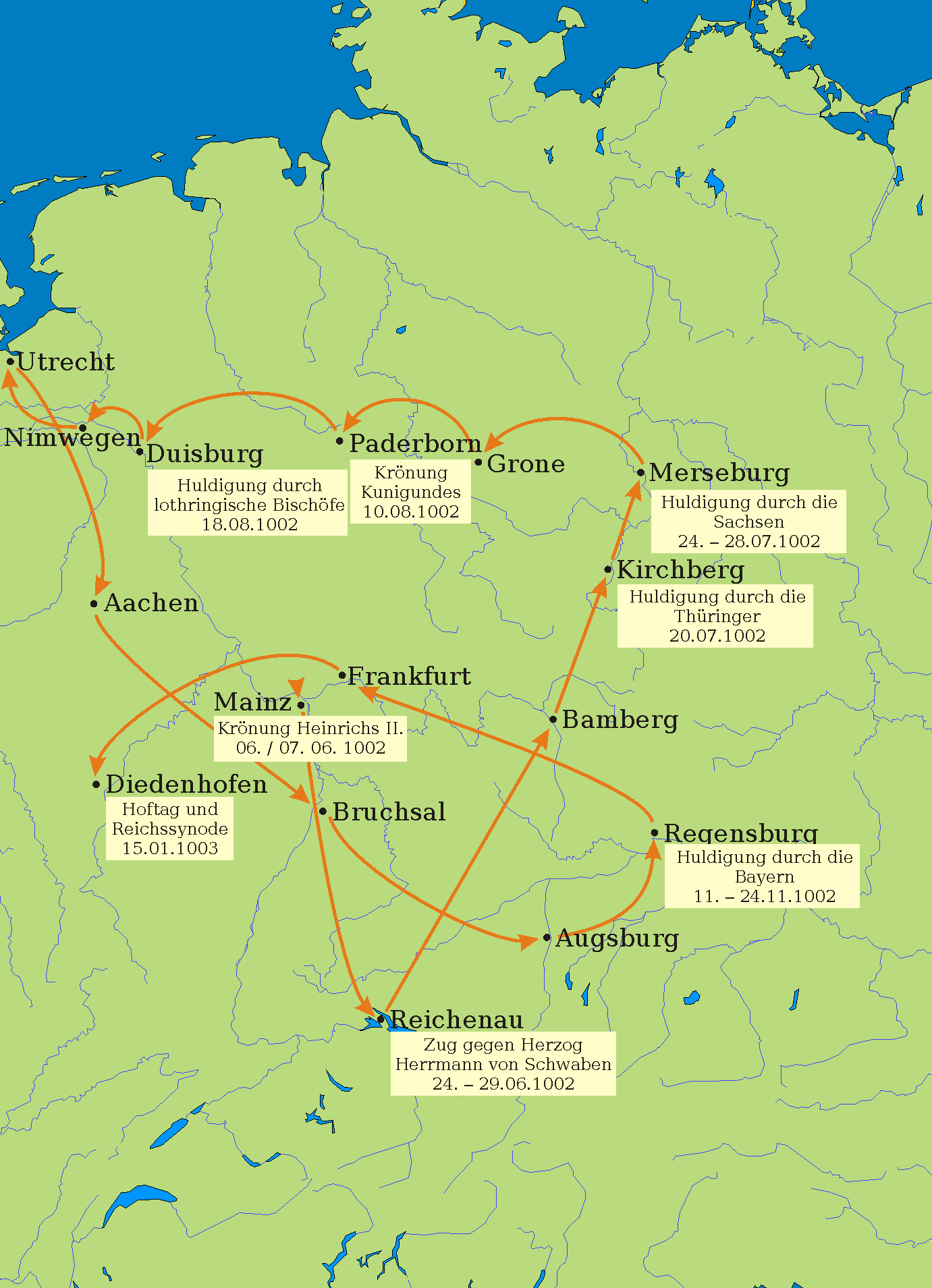
Verlauf des Königsumrittes

Die fehlende allgemeine Wahl veranlasste Heinrich dazu, die Huldigungen durch einen monatelangen Königsumritt einzuholen. Solch ein Umritt war bei den Merowingern üblich, aber später jahrhundertelang entfallen. Der Umritt sollte über Thüringen, Sachsen, Niederlothringen, Schwaben und Bayern nach Oberlothringen führen, wurde aber anfangs durch den Widerstand der Schwaben aufgehalten bzw. umgelenkt.
Hermann von Schwaben hatte die Wahl und die Krönung in Mainz erwartungsgemäß nicht anerkannt, so dass Heinrich Ende Juni, also fast unmittelbar nach seiner Erhebung, bereits einen Feldzug gegen den Konradiner einleitete, der ihn nach Straßburg und Ende des Monats auf die Insel Reichenau führte.
Über Bamberg reiste er nach Kirchberg bei Jena weiter, wo ihm am 20. Juli 1002 die Thüringer unter Führung des Grafen Wilhelm II. von Weimar huldigten. Wenige Tage später, vom 24. bis zum 28. Juli, fanden in Merseburg die Verhandlungen mit den sächsischen Großen statt, vor allem Herzog Bernhard von Sachsen, Herzog Boleslaw I. von Polen, Markgraf Lothar von der Nordmark, Pfalzgraf Friedrich von Sachsen, den Bischöfen Arnulf von Halberstadt und Bernward von Hildesheim, denen in Mainz die Abstimmung aus der Hand geschlagen worden war. Am Ende einigte man sich darauf, Heinrich unter bestimmten Bedingungen anzuerkennen, die beide Seiten das Gesicht wahren ließen, zumal die Sachsen nach vier sächsischen Herrschern beansprucht hatten, dass auch der nächste König aus ihren Reihen kommen müsse; eine Bedingung, die Heinrich als bayerischer Herzog in der dritten Generation trotz seiner Abstammung nicht erfüllte. Das Abkommen umfasste folgende Punkte:
- Heinrich erkannte die Rechte der Sachsen am deutschen Königtum an.
- Die Sachsen erkannten Heinrichs Rang als König an.
- Die Wahl in Mainz war für die Sachsen aufgrund der fehlenden Teilnahmemöglichkeit nicht verbindlich.
- Heinrich unterwarf sich der separaten Erhebung zum König durch die Sachsen.
- Herzog Bernhard übergab ihm die Heilige Lanze, Huldigung und eine weitere Krönung schlossen sich an.

Über Grona reiste Heinrich nach Paderborn weiter, wo am 10. August die Krönung seiner Ehefrau Kunigunde zur Königin stattfand. Am 18. August 1002 versöhnte sich Heinrich mit dem Kölner Erzbischof Heribert in Duisburg, die Huldigung durch die Bischöfe Lothringens schloss sich unmittelbar an. Nach Stationen in Nimwegen und Utrecht erfolgte am 8. September eine weitere Krönung in Aachen, die mit der Huldigung durch die Barone Niederlothringens einherging. Am 1. Oktober unterwarf sich in Bruchsal Herzog Hermann und mit ihm der schwäbische Adel. Über Augsburg begab sich Heinrich nach Regensburg, wo ihm vom 11. bis 24. November seine eigene Gefolgschaft huldigte, bevor er nach Frankfurt am Main weiterreiste und schließlich nach Diedenhofen (Thionville), wo er am 15. Januar 1003 einen Hoftag und eine Reichssynode abhielt, die er mit der Huldigung durch die Barone Oberlothringens verband.

## Nachwirkungen
Hermann von Schwaben, der Heinrichs Wahl anfangs nicht anerkannte, sich aber später in Bruchsal unterworfen hatte, starb bereits wenige Monate später, am 4. Mai 1003. Heinrich übernahm für Hermanns jungen Sohn Hermann III. die Regierung des Herzogtums – ein Zustand, der bis zur Jahrhundertmitte auch unter beider Nachfolger faktisch (nicht rechtlich) erhalten blieb – und verdrängte damit die Familie seines Konkurrenten dauerhaft von der Macht.
Heinrich von Schweinfurt hatte den gewählten König unterstützt gegen die Zusage, seine Nachfolge in Bayern antreten zu können. Als der neue König diese Zusage jedoch nicht einlöste, da er sich eine derart machtvolle Position der Schweinfurter im Südosten des Reiches nicht leisten konnte, verbündete sich Heinrich von Schweinfurt (neben einigen Verwandten) mit Boleslaw I. von Polen (der sich noch in Merseburg nach einem ungeklärten Angriff auf sich mit Heinrich überworfen hatte) und Brun, dem Bruder des Königs. Die verbündeten Adligen wurden im Sommer 1003 geschlagen.
Die Herzogswürde in Bayern gab der König an Heinrich von Luxemburg, seinen Schwager, zudem gründete er in dem entstehenden Machtvakuum 1007 das Bistum Bamberg, um die Königsmacht in Ostfranken zu stärken. Heinrich von Schweinfurt verlor seine Grafschaften und Reichslehen, wurde 1004 begnadigt, erhielt aber nur seinen Eigenbesitz zurück.